# Beatles Forever
Beatles Forever é uma compilação do grupo de rock inglês The Beatles, lançada em 1971 na Espanha (EMI / Odeon J060-04973) e Argentina (EMI-Odeon LDS 2200) sob o nome de Por Siempre Beatles e em 1972 no Brasil (Apple SBTL-1017). Ela contém várias canções do período entre 1965 e 1968 que não haviam aparecido em um álbum britânico de estúdio dos Beatles.
O conteúdo do álbum reúne canções que não haviam saido em LPs argentinos até então, seguindo a mesma linha do álbum "Los Beatles", lançado em 1965 pela Odeon.
Por Siempre Beatles foi notável pela inclusão das músicas "The Inner Light" e "I'm Down", os lados B de "Lady Madonna" e "Help!", respectivamente. Em 1971, essas duas faixas, juntamente com o lado B de 1970, "You Know My Name (Look Up The Number)" (faixa não foi incluída neste álbum), representam as únicas músicas dos Beatles que não haviam aparecido em um álbum americano ou britânico do grupo. A compilação, portanto, tornou-se muito procurada pelos colecionadores dos Beatles.
Enquanto "I'm Down" foi incluída na compilação de 1976, Rock'n'Roll Music da Capitol Records, Por Siempre continuou a ser o único álbum entre todos os LPs dos Beatles lançados ao redor do mundo a incluir "The Inner Light". A canção apareceu subsequentemente em um disco bônus na caixa lançada em 1978 pela Parlophone chamada The Beatles Collection, que então foi lançado separadamente como Rarities, em 1979. Como resultado, o interesse na compilação diminuiu entre os colecionadores.
Embora nenhuma das doze faixas em Por Siempre Beatles tivesse aparecido em um álbum de estúdio britânico oficial dos Beatles, "Day Tripper" e "We Can Work It Out" foram incluídas na compilação britânica de 1966, A Collection of Beatles Oldies, enquanto "The Fool on the Hill","Strawberry Fields Forever", "Your Mother Should Know", "Penny Lane",    "Baby, You're A Rich Man" e "Blue Jay Way" foram lançadas no LP americano Magical Mystery Tour. Este último, enquanto disponível como uma importação na Grã-Bretanha desde 1967, recebeu um lançamento oficial lá através da Parlophone em 1976. "I Call Your Name" e "Yes It Is" tinham sido lançadas em álbuns americanos durante a década de 1960 - The Beatles 'Second Álbum e Beatles VI, respectivamente.
No lançamento brasileiro, apenas as faixas "The Fool On The Hill", "Blue Jay Way" e "Your Mother Should Know" aparecem em estéreo verdadeiro, apesar do selo e a capa do disco trazerem a indicação "Estéreo". A faixa "Penny Lane" contém uma edição que exclui o trecho da música em que aparece a letra “in summer”. Técnicos brasileiros contam que, como a matriz recebida da Inglaterra em 1967 tinha um defeito nesse trecho e não era possível pedir um novo original em tempo para o prazo de lançamento do compacto, recorreu-se à edição.

## Faixas
Todas as músicas são de autoria de John Lennon e Paul McCartney, exceto as indicadas.
Lado A
- "Day Tripper" (2:53)
- "Yes It Is" (2:42)
- "I'm Down" (2:35)
- "The Fool on the Hill" (2:54)
- "Strawberry Fields Forever" (4:00)
- "We Can Work It Out" (2:14)

Tempo total: 17:18 
Lado B
- "Your Mother Should Know" (2:24)
- "Penny Lane" (2:54)
- "Baby, You're a Rich Man" (2:55)
- "I Call Your Name" (2:09)
- "The Inner Light" (George Harrison) (2:35)
- "Blue Jay Way" (George Harrison) (3:46)

Tempo total: 16:43